# طوم سيزمور
طوم سيزمور (بالإنجليزية: Tom Sizemore)‏ ممثل أمريكي من مواليد 29 نوفمبر 1961.

## الوفاة
توفي طوم سيزمور في 3 مارس 2023 عن عمر ناهز الحادية والستين.

## مواقع خارجية
- طوم سيزمور على موقع IMDb (الإنجليزية)
- طوم سيزمور على موقع روتن توميتوز (الإنجليزية)
- طوم سيزمور على موقع ألو سيني (الفرنسية)
- طوم سيزمور على موقع تيرنر كلاسيك موفيز (الإنجليزية)
- طوم سيزمور على موقع أول موفي (الإنجليزية)
- طوم سيزمور على موقع قاعدة بيانات الأفلام السويدية (السويدية)
- طوم سيزمور على موقع إن إن دي بي (الإنجليزية)
- طوم سيزمور على موقع ديسكوغز (الإنجليزية)
- طوم سيزمور على موقع قاعدة بيانات الفيلم (الإنجليزية)
- طوم سيزمور على موقع كينوبويسك (الروسية)